# Atac preventiv (Star Trek: Generația următoare)
„Atac preventiv” (titlu original: „Preemptive Strike”) este al 24-lea episod din al șaptelea sezon (și ultimul) al serialului TV american științifico-fantastic Star Trek: Generația următoare și al 176-lea episod în total. A avut premiera la 16 mai 1994.
Episodul a fost regizat de Patrick Stewart după un scenariu de René Echevarria bazat pe o poveste de Naren Shankar. Invitat special este Richard Poe în rolul lui Gul Evek. 

## Prezentare
Aspirantul Ro absolvă un program avansat de instruire tactică și este trimisă de Jean-Luc Picard  pentru a ademeni teroriști din gruparea Maquis într-o capcană.

## Actori ocazionali
- Michelle Forbes - Lt. Ro Laren
- John Franklyn-Robbins - Macias
- Natalija Nogulich - Adm. Alynna Nechayev
- William Thomas, Jr. - Santos
- Shannon Cochran - Kalita
- Richard Poe - Gul Evek